# Ermita de Sant Lluís Bertran (Bunyol)
L'ermita de Sant Lluís Bertran és un petit temple situat en el passeig de Sant Lluís, en el municipi de Bunyol. És un Bé de Rellevància Local amb identificador nombre 46.18.077-009.

## Història
Segons la tradició local, Sant Lluís Bertran va descansar en el lloc on es troba l'ermita al retorn d'una peregrinació a Sant Jaume de Compostel·la en la seua joventut. L'edifici va ser construït en 1876 per reemplaçar a un altre més antic que va ser destruït en 1874 pels efectes d'una riuada. Va ser dissenyada per José Brel, pintor valencià.

## Descripció
El petit temple és d'estil historicista neogòtic. La seua coberta és a dues aigües. La campana es troba en una espadanya alçada sobre el capcer posterior, apegada a la roca.
En la façana hi ha talles de guix pintat, en estil neogòtic, la porta ogival i sobretot això el frontó amb un òcul amb rosassa lobulada de pedra. Un petit retaule ceràmic presenta la imatge de Sant Lluís Bertran, el sant titular.
L'interior, de reduïdes dimensions, s'il·lumina a través d'unes finestres ogivals en els murs laterals. Sobre l'altar major hi ha una figura del titular en una fornícula i un retaule pintat.